# Rheinaue nördlich von Karlsruhe
Rheinaue nördlich von Karlsruhe ist ein Landschaftsschutzgebiet im Landkreis Karlsruhe in Baden-Württemberg.  

## Lage und Beschreibung
Das rund 1.885 Hektar große Landschaftsschutzgebiet entstand durch Sammelverordnung des Landratsamts Karlsruhe vom 15. Oktober 1962 zum Schutze von Landschaftsteilen im Landkreis Karlsruhe.
Das Schutzgebiet liegt nördlich des Stadtgebiets von Karlsruhe direkt entlang des Rheins zwischen Eggenstein und dem Dettenheimer Ortsteil Rußheim. Es gehört zu den Naturräumen 222-Nördliche Oberrheinniederung und
223-Hardtebenen innerhalb der naturräumlichen Haupteinheit 22-Nördliches Oberrheintiefland. Das Gebiet liegt vollständig im EU-Vogelschutzgebiet Nr. 6816-401 Rheinniederung Karlsruhe-Rheinsheim und zum großen Teil im FFH-Gebiet Nr. 6816-341 Rheinniederung von Karlsruhe bis Philippsburg.

## Schutzzweck
Wesentlicher Schutzzweck ist es, die naturnahen Auen- und Feuchtwäldern mit großflächigen Resten eines Auenreliefs (Mäanderbögen, ehemalige Rheinläufe mit Niedermoorbildung, Uferwälle, Schluten, Altarme, Kiesrücken unterschiedlich alter Rheinsysteme) und bedeutenden Vorkommen von Stromtalarten und Wasserpflanzen (Trapa natans, Salvinia natans) sowie seltenen Typen des Extensivgrünlands zu erhalten. Das Gebiet hat eine hohe Bedeutung für gefährdete Tierarten.